# Seyne
 Seyne é uma comuna francesa na região administrativa da Provença-Alpes-Costa Azul, no departamento dos Alpes da Alta Provença. Estende-se por uma área de 84,27 km², com habitantes, segundo os censos de 2004, com uma densidade de 17 hab/km².
A cidade ficou famosa depois da queda do avião Airbus da Germanwings (vôo 4U9525) sobre os Alpes (em território francês) em 24 de março de 2015, matando 150 pessoas. O voo partiu de Barcelona, na Espanha, com destino à Düsseldorf, na Alemanha. É a localidade mais próxima do acidente, aproximadamente 10 Km de distância, onde pousaram helicópteros de busca e serviu de base para a imprensa do mundo inteiro.